# Kvakeři
Náboženská společnost přátel (anglicky Religious Society of Friends), často též kvakeři (z anglického Quakers) je náboženské hnutí vycházející z křesťanství založené Georgem Foxem v polovině 17. století v Anglii. Foxovi stoupenci si říkali „Přátelé Pravdy“ a postupně vešli ve známost jednoduše jako „Přátelé“. Označení „Přítel“ a „kvaker“ jsou synonyma.

## Vznik názvu
Název „kvaker“ byla původně hanlivá přezdívka. Vznikla odvozením z anglického slova to quake, třást se, které pravděpodobně poukazuje na dvě okolnosti. O kvakerech se říkalo, že se nábožným zanícením třesou. Na druhé straně vychází označení z příběhu George Foxe, zakladatele kvakerství, který při jednom ze svých mnoha soudních předvolání vyzval soudce aby „se třásl (to quake) před Bohem“. Soudce pak údajně zvolal: „Do šatlavy s tím kvakerem!“.

## Vize
George Fox byl ve své době osvíceným buřičem, který zásadně nesouhlasil s tím, jak lidé, kteří se považovali za křesťany, nežili podle toho, co vyznávali. Z niterné potřeby navrátit křesťanství původní čistotu a záměr vzniklo nakonec, na základě jeho vize Vnitřního světla, které prostupuje každým člověkem, kvakerské hnutí.
Jedním z nejcharakterističtějších rysů kvakerství je poznání, že každý člověk může mít přímý kontakt s Bohem, aniž by k tomu potřeboval prostředníky (kněží). V samém středu kvakerského myšlení je učení o Vnitřním světle, podle něhož je v každém člověku přítomen kousek božství. Toto vnitřní božství nebo také „to od Boha“ se může, pokud je tomu otevřen, projevit v podobě úkolu nebo poslání, které má člověk na Zemi vykonat.
Kvakeři věří, že přímé spojení s Bohem se neprojevuje pouze v pasivním uctívání, ale v inspiraci ke konkrétním činům a práci ve prospěch celku i každého jednotlivce.
Protože kvakeři věří, že každý člověk má vnitřní božskost, není podle nich rozdíl mezi lidmi, např. podle barvy pleti, národnosti, věku, vyznání, pohlaví či genderu.
Svědectví, podle nichž se kvakeři snaží žít a současně je dál šířit:
- Simplicity – jednoduchost
- Peace – nenásilí, mír
- Integrity – integrita, pravdivost, důslednost
- Community – společenství
- Equality – rovnost
- Stewardship – správcovství

Kvakeři se záměrně vyhýbají vytváření náboženských autorit a vnitřních hierarchií.
V duchu svých Svědectví tradičně stáli u kořene významných společenských změn jako např. zrušení otroctví, reformy vězeňství, hnutí za rovnoprávnost žen a mužů, ochrany lidských práv, práv dětí, hnutí za nenásilí, ochrany přírody, přírodních zdrojů a mnoho dalších.
V roce 1947 byla Společnosti přátel jako zatím jedinému náboženskému hnutí udělena Nobelova cena za mír.
V roce 2017 bylo ve světě 377 000 kvakerů, z toho 49 % v Africe.

## Čeští kvakeři
V českých zemích se Společnost Přátel, tedy kvakerů, schází pravidelně od počátku roku 2003, ale hlásí se skrze osobu Eugena Scharta k návaznosti na řadu s kvakery spjatých československých osobností, včetně Jarmily Linkové Prášilové, sekretářky Emanuela Rádla, Libuše Vokrové Ambrosové a jejího manžela Miloše Vejchodu-Ambrose, manželů Antonie a Jaroslava Kleinerových, Viktora Fischla či Přemysla Pittra, i na aktivity kvakerů již u československých legií zhruba od roku 1918 a v souvislosti s tehdejším působením kvakerů v YMCA (Young Men's Christian Association). Mezi osobnosti českých kvakerů se řadí i další účastník druhého československého odboje JUDr. Jaroslav Kose.
Hlavním místem setkávání kvakerů v českých zemích se stala Praha, kde se scházejí každou neděli v Terronské ulici 880/60 v Bubenči od 10. hodiny dopolední. Několikrát (obvykle dvakrát) do roka se střídavě setkávají také v Plzni, Písku, a většinou v Brně. Setkání jsou otevřena veřejnosti. Tři z účastníků těchto setkání pohovořili o kvakerství odpoledne v neděli 6. února 2022 v kobyliském evangelickém kostele U Jákobova žebříku.
Od 30. září 2016 jsou čeští kvakeři ve spolkovém rejstříku zapsáni s identifikačním číslem 054 36 664 jako Čeští kvakeři, z. s. Věnují se též vydávání kvakerských textů v češtině, které překládají nejen z angličtiny, ale kupříkladu komiks z roku 2015 o historii kvakerství i z nizozemštiny. Společnost Přátel zřídila i naučnou stezku pod názvem Stezka míru a nenásilného odporu Praha, aby připomenula místa spojená se vzpomínkou na lidi pacifisticky, tedy bez použití násilí, hájící „život a lidská práva proti svévoli, strachu a lhostejnosti“.

## Dějiny kvakerství
Kvakerské hnutí vzniklo v Anglii 17. století odtržením části přívrženců od tehdejší Anglikánské církve. Šířili potom na tehdejší dobu kacířskou myšlenku, že Ježíš Kristus přišel na zemi, aby lidem ukázal cestu přímého napojení na Boha, bez potřeby kazatelů a pastorů. Mezi těmito křesťanskými posly bylo také mnoho aktivních žen. Důraz byl tehdy kladen na osobní prožitek Boha skrze Ježíše Krista a studium bible.
Kvakeři se zaměřili na čistotu jednání a prožívání tak, aby bylo v souladu se světlem Božím.
V minulosti byli kvakeři známi mimo jiné tím, že nosili prosté oblečení, odmítali skládat přísahu (králi nebo pravdomluvnosti u soudu), aktivně vystupovali proti otroctví, odmítali bojovat ve válkách a nekonzumovali alkohol. Tím se stali často odtrženými od ostatní společnosti. Dnešní kvakeři se neodlišují a podle vlastního uvážení a svědomí žijí v duchu svědectví a obvykle nekonzumují alkohol.
Kvakeři byli také aktivní v obchodu a průmyslu. Založili textilní a obuvnické manufaktury, např. Cadbury, Rowntree a C. & J. Clarks, banky a finanční ústavy, jako např. Barclays, Lloyds a další. Prakticky, morálně i finančně podporovali zrušení otroctví, reformu vězeňství a projekty sociální rovnoprávnosti, jako např. práva žen a dětí, a další.
Mezi kvakery bylo vždy mnoho aktivních žen, které významně ovlivňovaly dějiny. Za první známou kvakerku, zvanou též matka kvakerů, je považována Margaret Fellová, pozdější manželka George Foxe.

## George Fox
Bývá ne zcela přesně pokládán za zakladatele kvakerského hnutí. Byl jedním z těch, kdo se zklamali v tehdejším praktikování  křesťanské víry. Na hoře Pendle Hill u Lancasteru měl vidění, že skrze každého člověka prozařuje světlo Boží a každý má tedy možnost přímého spojení s Bohem, bez kněží a jiných prostředníků. Podle jeho slov mu Bůh ukázal místa, kde se má scházet s lidmi a šířit svou víru. Cestoval potom po Anglii, Holandsku a Barbadosu, aby šířil myšlenku Krista, který ukázal lidem přímou cestu k Bohu.  Foxovi následovníci považovali křesťanství ve své době za odpadlické a věřili, že jsou jeho reformátory.
O Foxově smýšlení a víře dobře vypovídá jeden z jeho známých výroků: „Říkáš, že Kristus řekl tohle a apoštolové tamto. Ale co řekneš ty?“
Fox byl často vězněn a v roce 1650 odsouzen za kacířství. Podle jeho autobiografie to byl soudce Bennet, kdo jako první nazval nové křesťanské hnutí v Anglii „kvakery“. To quake znamená v angličtině „třást se“ a Fox ho užil při napomenutí soudce, aby se „třásl před slovem Božím“. Fox se tím nejspíše odvolával na biblické svědectví Izajáše 66,2 a Ezdráše 9,4. Ačkoli byl název „kvaker“ míněn soudcem posměšně („Do šatlavy s tím kvakerem!“), stal se postupně čestným názvem pro stoupence nového křesťanského směru: Quakers – kvakeři.
Kvakeři sami se původně označovali jako Děti světla nebo Přátelé pravdy, což jsou označení inspirovaná Novým zákonem.

## Kvakeři a migrace do Ameriky
Kvakerství si v Anglii a na Walesu postupně našlo až 61 680 zastánců, tj. více než 1 % obyvatel. Tehdejší protestantská církev však považovala kvakery za kacíře a hrozbu pro společensko-politické pořádky. Oficiální pronásledování kvakerů, které v roce 1662 zahájil tzv. Zákon o kvakerství, trvalo pak bezmála třicet let. Teprve v roce 1689 skončilo vydáním Tolerančního dekretu. Vyústilo však v emigrační vlnu, směřující především do Ameriky.
Ale ani tady neměli kvakeři lehké začátky. Jejich pronásledování začalo v Bostonu v roce 1651, když anglické misionářky, kvakerky Marry Fisherová a Anna Austinová, veřejně kázaly poselství vnitřního světla v každém člověku. Byly prohlášeny za kacířky, uvrženy do vězení, zbaveny veškerého majetku a deportovány. O několik let později, v roce 1660, byla v Bostonu oběšena kvakerka Mary Dyer jako jedna z tzv. Čtyř mučedníků. O rok později král Karel II. popravy zakázal. Angličané si pak od roku 1684 na území postupně vynutili dodržování anglického práva, což vyústilo v roce 1689 ve vydání Tolerančního zákona.
Kvakeři se usazovali také v severovýchodní oblasti dnešních Spojených států, kde nacházeli příznivější podmínky pro zakládání komunit v duchu tzv. „svaté rozpravy“. Přestože se ani tady zcela nevyhnuli perzekucím, našli nakonec stabilní zázemí ve třech koloniích: Východní Jersey, Rhode Islandu a Pensylvánii, kde získali i značný politický vliv.

## Pennův Svatý experiment
Pensylvánie (1681) vznikla na soutoku řek Delaware a Schuylkill River a její politické a společenské uspořádání vycházelo po dobu téměř jednoho století z principů kvakerství. Ve své době to byl vpravdě „Svatý experiment“, jak to nazval sám zakladatel, William Penn. Dokázal na strategicky významném území Ameriky vybudovat společnost fungující na principech rovnoprávnosti a tolerance, která respektovala náboženskou svobodu a měla liberální správce. Penn choval velkou úctu k místním indiánům a dohodl se s nimi na odkoupení jejich území, místo aby ho ukořistil, jak bylo tehdy běžným zvykem. Pennův „Svatý experiment“ trval téměř jedno století a významným způsobem ovlivnil další vývoj dějin Ameriky. Právě ve Filadelfii byla 4. července 1776 podepsána Deklarace nezávislosti, která následně dala vzniknout Spojeným státům americkým.

## Kvakeři proti otroctví
Také první písemně dochovaný podnět ke zrušení otroctví spatřil světlo světa v Pensylvánii. V roce 1688 sepsal kvaker německého původu, Francis Daniel Pastorius nótu proti držení otroků, kterou podepsali další kvakeři. Ač tento počin nemohl ve své době otroctví nijak zásadně ovlivnit, lze ho považovat za první významný dokument na dlouhé cestě k jeho zrušení. Podstatnější roli sehrála koncem války petice za zrušení otroctví, kterou Společnost Přátel (kvakeři) jako první adresovala Kongresu spojených států.
Prvotní kvakerská kritika otrokářství směřovala k samotným kvakerům, vlastníkům plantáží, kteří se domnívali, že se bez otroků neobejdou. Potřeba naplňovat principy kvakerské víry však vedla postupně i tyto kvakery k přezkoumání jejich postoje a později k prvnímu propouštění zotročených Afričanů. Kvakeři tak v mnohém předběhli dějiny. Výraznou roli v tomto procesu sehráli mj. kvakeři Anthony Benezet a John Woolman, později také například Levi Coffin a Paul Cuffee.

## Kvakeři a rovnoprávnost žen a mužů
Kvakeři od počátku své historie uznávali rovnoprávné postavení žen a podporovali je k aktivní práci pro společenství. Žena měla hrát rozhodující roli v rodině i komunitě podporou a rozvíjením schopnosti „svaté rozpravy“. Svatá rozprava je vnímání a komunikace na principech vědomé přítomnosti, čestnosti, pravdomluvnosti, tolerance, rovnocennosti a otevřenosti ve sdílení pocitů. V kvakerském hnutí a návazně moderních dějinách hrály ženy vždy zásadní roli. První významnou kvakerkou byla Angličanka Margaret Fellová, zvaná také „matka kvakerů“. Manželka ctihodného soudce vévodství Lancasterského a člena parlamentu Thomase Fella, se po jeho smrti provdala za George Foxe, zakladatele kvakerství. Společně pracovali na šíření kvakerství a později jeho struktuře, kde žena hrála důležitou roli. Role ženy byla vnímána jako záruka duchovního růstu v rodině i komunitě. Přesto se ani kvakerství neobešlo bez obav ze stoupajícího vlivu žen. Tyto tendence se odrazily i v pozdějším rozdělení kvakerství na dva hlavní proudy: ortodoxní a liberální. Ortodoxní proud pak přinesl pokles vlivu žen na duchovní prosperitu společenství.
Ženy kvakerky se přesto dál čile zapojují do veřejného společensko-politického života. Nejednou stály při vzniku významných organizací, institucí a společností. Témata, která aktivní kvakerky svými postoji a činy zosobňovaly, jsou například zrušení otroctví, reforma vězeňství, ženská rovnoprávnost, práva dětí, svoboda vyznání a řada dalších.
Dalšími významnými kvakerkami byly např. Lucrecia Mottová, bojovnice za lidská práva, zrušení otroctví a rovnoprávnost žen; Mary Dayerová, jejíž poprava za zpochybňování puritánského práva byla prvním impulzem k pozdějšímu uzákonění práva na svobodu vyznání; sestry Grimké, které vynikly v prosazování ženských práv a zrušení otroctví; Alice Paulová, význačná aktivistku prosazující volební právo žen, nebo Sára Mapps Douglassová, talentovaná výtvarná umělkyně černošského původu a důležitá postava v boji proti otrokářství.

## Kvakerská setkání

### Tichá setkání
Formou bohoslužby je pro kvakery tzv. tiché setkání. Je to společné usednutí v tichu, při němž se zklidní mysl, aby vytvořila místo pro naslouchání Boží vůli. Setkání Českých kvakerů, podobně jako mnoho jiných setkání kvakerů ve světě, neřídí žádná konkrétní osoba (kněz, pastor) ani předem stanovená pravidla.
Prakticky to znamená, že vzniká prostor, aby skrze kohokoli z přítomných mohlo přijít slovo od Boha. Setkání ale může proběhnout i zcela beze slov. Nejsou předem daná pravidla, jediným pravidlem je vzájemná úcta a vnější i vnitřní ztišení. Promluvy, které pak případně zazní, nepřichází přímo od přítomných, ti jsou vlastně jejich prostředníkem. Takový „mluvený příspěvek“ vyjadřuje to, co je ve společně prožívaném tichu již přítomno.
Témata, z nichž mohou promluvy vycházet, se nemusí týkat pouze víry, ale také každodenního života, sdílení zkušenosti, prožitku, zamyšlení, úryvku z knihy apod. To, jak jsou přijímána, je typickou součástí kvakerské tradice: přítomní se v tichosti snaží to, co bylo řečeno, přijímat pozitivně a naslouchat pravdě, která je za tím, bez ohledu na volbu slov, kterými byla vyjádřena. Je proto obvyklé, že je každá promluva přijímána v tichosti, bez přímého reagování. Pokud se někdo z přítomných k tomu přece cítí povolán, měl by nejprve zachovat chvíli ticha, aby poskytl všem prostor pro vstřebání řečeného a návazně dbát, aby pozitivně navázal na to, co bylo řečeno.
Tento způsob přijímání sdělení v úctě a ztišení, ať už se jedná o promluvu během tichého setkání či jiného, např. organizačního setkání je pro kvakery typický, má dlouhou tradici a je jakýmsi kódem pro všechna setkání Přátel. Kvakeři se k tichému rozjímání mohou setkat kdekoli a kdykoli, nejčastěji se však scházejí v neděli dopoledne na obvyklém místě, jemuž se říká „meeting house“ – dům (místo) setkání. Sedí se v kruhu nebo po obvodu čtverce, aby si přítomní uvědomovali jeden druhého a otevřeli se sobě navzájem. Uprostřed může být zapálena svíce, může být k dispozici Bible a kvakerská nebo jiná literatura. Ztišení trvá obvykle hodinu, ale může být i kratší nebo delší. Po setkání může následovat společná rozprava, společný oběd či jiná aktivita. Setkání Přátel jsou otevřená a každý je na nich vítán.

#### Strukturovaná setkání
Jinde (např. v Africe) probíhají setkání kvakerů způsobem, který je bližší tradiční protestantské bohoslužbě, za přítomnosti placeného pastora, s hudbou a zpěvem, kázáním a modlitbami. Ticho při takovýchto tzv. strukturovaných setkáních má své místo také, ale tvoří jen jejich menší část.

### Organizační setkání
Čeští kvakeři pořádají organizační setkání obvykle jednou za měsíc, v návaznosti na nedělní dopolední setkání v tichu. Po rozvaze s tajemníkem se ho mohou zúčastnit i ostatní návštěvníci setkání, kteří nejsou členy. Cílem pracovního setkání je hledat Boží vůli v činnostech, projektech a tvorbě, kterými se kvakeři zabývají, a dát jim konkrétní podobu v souladu s touto Boží vůlí. Obvykle se jedná o aktivity směřující ke zvýšení kvality života ve společnosti. Kvakeři nehlasují, aby došli k nějakému rozhodnutí. Rozhodnutí musí vyplynou ze společné „vůle shromáždění“, které má být v souladu s vůlí Boží. Tajemník, popřípadě s asistentem, pečuje o zachování této rovnováhy a v jejím duchu setkání provází a směřuje. Ve spolupráci se členy shromáždění vzniká pak zápis ze shromáždění. Pokud se Přátelé v této společné vůli neshodnou, rozhodnutí se může odložit na pozdější dobu.

### Setkání u příležitosti pohřbu
Setkání u příležitosti pohřbu neboli vzpomínkové setkání se svou formou podobá tichému setkání. Přátelé se s úctou soustředí na život zesnulého. Obřad se může konat v obřadní síni, u hrobu nebo na obvyklém místě kvakerského setkávání.

### Setkání k ujasnění
K ujasnění se mohou Přátelé sejít, aby probrali nějaké konkrétní téma, problém nebo zareagovali na potřebu někoho z členů. Může jít například o nějaké životní rozhodnutí, které by dotyčný rád zvážil za podpory ostatních nebo o přijetí nového člena, o přípravu páru na kvakerský sňatek, podporu někoho v těžké životní situaci apod.

### Setkání dětí a mladých kvakerů
Děti a mládež jsou důležitou součástí kvakerských shromáždění. Děti obvykle sdílejí ztišení 10–15 minut a potom je pro ně připraven dětský program tak, aby si při něm vytvářeli vlastní názor a formovali osobnost. Kvakerská mládež se obvykle účastní běžných setkání s dospělými nebo organizuje vlastní tzv. Setkání Mladých Přátel (Young Friends).

## Jak se kvakeři organizují
Kvakeři se principiálně vyhýbají vytváření vnitřních hierarchií, protože ze své podstaty nesou myšlenku rovnosti. Jak kvakerská komunita rostla, zaměřovala se na rozličné společenské otázky a nabývala na významu, vznikaly z potřeby určité struktury a přehlednosti postupně různě zaměřené organizace.

### Místní shromáždění
Místní shromáždění tvoří kvakeři v místě, kde žijí, například v jednom městě či regionu. Jedná se o základní organizační jednotku kvakerského hnutí, která je samosprávná ve věcech autority i financí. Čeští Přátelé – kvakeři se scházejí pravidelně 3–4× do měsíce, v neděli dopoledne v pražském místě setkávání v Kateřinské ulici a 1–3× do roka pořádají střídavě setkání v Plzni, Písku a Brně. Účastníci místních shromáždění dané oblasti nebo země se obvykle scházejí s ostatními účastníky místních shromáždění na ročních shromážděních.

### Oblastní nebo měsíční shromáždění
Místní shromáždění se v některých částech světa scházejí k organizačnímu setkání jednou za měsíc, proto se jim říká měsíční shromáždění. Ve Velké Británii je systém poněkud odlišný. Základní organizační jednotkou je oblastní shromáždění, které se k organizačním záležitostem schází několikrát do roka, a je samosprávnou jednotkou. Oblastní shromáždění se pak dělí na několik místních shromáždění, která se scházejí k tichým setkáním.

### Roční shromáždění
Každá oblast nebo země, kde se Přátelé – kvakeři sdružují, tzv. roční shromáždění, pořádá jednou do roka tzv. roční setkání, sestávající z účastníků nebo zástupců místních shromáždění.

### Světový kvakerský konzultační výbor
FWCC (FriendsWorld Committee for Consultation) je zastřešujícím orgánem pro většinu kvakerských organizací a Přátel na celém světě. Byl založen v roce 1937 během Světové konference Přátel ve Swarthmore v Pensylvánii. Jeho úkolem bylo „vést ke vzájemnému porozumění mezi Přáteli na celém světě, zvláště prostřednictvím podpory společenských konferencí a vzájemných návštěv, shromažďování a šíření informací o kvakerské literatuře a dalších aktivitách směřujících k tomuto cíli“. Sdružuje na 70 ročních shromáždění z celého světa. Cílem těchto setkání je udržovat vazby mezi Přáteli – kvakery.

#### Světové ústředí FWCC
Sídlí v Londýně a slouží jako centrum celosvětové komunikace. Udržuje také kontakt mezi čtyřmi sekcemi FWCC a Kvakerskými kancelářemi při OSN (QUNO) v Ženevě a New Yorku. Jednou za tři roky pořádá tzv. Trienále, setkání svých čtyř světových sekcí. Udržuje kontakt s menšími a rozptýlenými skupinami Přátel ve světě a podporuje propojení s celosvětovou kvakerskou komunitou. Světové ústředí usiluje svou činností o to, aby byla lépe známa celosvětová povaha Náboženské společnosti Přátel a vnímáno její poslání ve světě.

#### Sekce FWCC
- Evropská a blízkovýchodní (od r. 1938)
- Americká sekce (od r. 1938) – prosím o doplnění správných názvů
- Africká sekce (od r. 1961)
- Asijská a západoafrická sekce (od roku 1985)

#### Další výbory FWCC
V rámci FWCC byly ustanoveny další úžeji zaměřené výbory, jako např.:
- Putování mladých kvakerů (Quaker Youth Pilgrimage)
- Mír a Služba (Peace and Service Consultation)
- Evropští a blízkovýchodní mladí přátelé (EMEYF – Europe and Middle-East Young Friends)

## Praktická teologie
Spíše nežli prostřednictvím abstraktních tvrzení vyjadřují kvakeři svou víru způsobem, jakým žijí. Odvolávají se na biblickou Jakubovu epištolu, kde se říká, že víra bez skutků je mrtvá (Jk 2,17). Tento přístup vychází z jejich přímé náboženské zkušenosti a potvrzuje ho Bible, zejména Ježíšův život a učení. Způsoby, jakými svědčí o své víře, jsou různé podle toho, k čemu cítí, že je Bůh vede. Přestože kvakerský přístup k Bohu a ke světu odráží křesťanské hodnoty – vychází např. z Ježíšova kázání na hoře nebo kázání na rovině – kvakeři spíše tíhnou k přímému naslouchání Bohu než vyznávání pevných etických pravidel. Někteří kvakeři nazývají své hodnoty svědectvími. V Evropě a USA mnoho kvakerů užívá zkratku SPICES (simplicity – jednoduchost; peace – mír; integrity – poctivost, integrita; community – společenství; equality – rovnost; stewardship – správcovství, dobré zacházení). Pro svědectví je charakteristické, že se nejedná o uzavřený výčet, jejich počet se postupně rozrůstá, v posledních desetiletích se mezi ně začíná řadit i sustainability – trvalá udržitelnost. Teoreticky je také možné, že by se některé svědectví přežilo, ztratilo by význam, důraz na ně kladený by slábl, až by zanikla, i když se tak v praxi ještě nestalo.

## Kalendář a postoj ke svátkům
V anglicky mluvících zemích kvakeři tradičně používají k označení data – pořadí dne v týdnu a měsíce v roce. Někdy se to nazývá prostý kalendář (plain calendar). Jeho smyslem bylo vyhnout se používání názvů dnů v týdnu a měsíců, odvozených v angličtině od jmen pohanských božstev. Týden začíná „prvním dnem”, tedy nedělí, a končí „sedmým dnem”, sobotou. Rok začíná „prvním měsícem”, tedy lednem, a končí „dvanáctým měsícem”, tedy prosincem. Tento kalendář vychází z jazyka Bible, např. Ježíšovi učedníci šli k jeho hrobu „prvního dne po sobotě” (Mk 16,2). Prostý kalendář vznikl v Anglii na počátku 17. století v souvislosti s puritánským hnutím, ale ke konci 50. let 17. století už byl spojován hlavně s kvakery a užíval se běžně až do 20. století. Méně často se s ním můžeme setkat dodnes. Například to, co se ve většině církví jmenuje nedělní škola (Sunday school), nazývají kvakeři tradičně školou prvního dne (First Day School). Podobně jako v jiných křesťanských církvích, které vzešly z puritanismu 16. století, mnoho kvakerů neslaví křesťanské svátky (např. Vánoce nebo Velikonoce), ale věří, že bychom si měli Ježíšovo narození, ukřižování a zmrtvýchvstání připomínat každý den v roce. Někteří kvakeři například věří, že postit se před Velikonocemi a pak se přejídat po zbytek roku je pokrytecké, a tak mnoho kvakerů místo dodržování předvelikonočního postu dodržuje skromný životní styl po celý rok (svědectví o jednoduchosti). Tyto praktiky se často označují jako svědectví proti dnům a obdobím (testimony against times and seasons). Někteří kvakeři jsou non-sabatariáni, tvrdí, že den Páně je každý den, a jak by se měl člověk chovat v neděli, tak by se měl chovat i ostatní dny v týdnu. Přesto kvakeři většinou pořádají bohoslužby v neděli, což je praxe připomínaná již v roce 1656.

## Kvakeři a ostatní náboženství

### Ekumenické vztahy
Vztahy mezi kvakery a nekřesťanskými náboženstvími mohou být velmi různé v závislosti na místě na světě, historické době a směru kvakerství. Kvakeři se na počátku distancovali od aktivit, které považovali za pohanské, např. odmítali v angličtině používat běžná označení dnů v týdnu a měsíců v roce, protože jsou odvozena od jmen pohanských božstev. Odmítali také slavit Vánoce, protože věřili, že vycházejí z pohanských svátků. První kvakeři se snažili obrátit příslušníky jiných světových náboženství ke křesťanství. Například George Fox napsal množství otevřených dopisů židům a muslimům, v nichž je nabádal, aby se obrátili k Ježíši Kristu jakožto jediné cestě ke spasení. Mary Fisher se snažila v roce 1658 obrátit Mehmeta IV., sultána Osmanské říše.
V roce 1870 Richard Price Hallowell napsal, že logickým rozvedením křesťanského kvakerství je univerzální církev, která dokáže zahrnout židy, pohany i křesťany a nedá se svázat dogmaty kteréhokoli z těchto směrů. Od konce 20. století není mezi liberálními kvakery výjimkou, že se někteří z nich paralelně hlásí i k jinému náboženství, ať už křesťanskému nebo jinému. Nejčastěji se jedná o buddhismus, judaismus, pohanství nebo islám.

## Kvakeři a vzdělávání
Kvakeři v historii často zakládali školy a vzdělávací centra, z nichž některá existují dodnes.
Nejznámějšími aktivními vzdělávacími centry jsou Woodbrooke v Birminghamu ve Velké Británii (od roku 1903) a Swarthmore College v Pensylvánii v USA (od roku 1864) a Teologická škola Přátel v africké Keni (od roku 1942).

## Významné osobnosti

### John Woolman
Cestoval po britské oblasti Severní Ameriky, aby přesvědčoval otrokáře o nesprávnosti držení lidí v otroctví a nutnosti zrušení obchodu s otroky. Byl také neúnavným aktivistou a šiřitelem myšlenky nenásilí, ekonomické rovnosti, důstojného zacházení s lidmi i zvířaty, odmítal útlak a bojkotoval odvody daní pro válečné účely. Deník Johna Woolmanna se od roku 1774 opakovaně vydává jako jedno z významných amerických duchovních děl až do dnešní doby.

### Levi Coffin
Pomohl k útěku třem tisícům otroků později proslulou cestou tzv. „Podzemí dráhy“ – ilegální sítě únikových cest a stanovišť ve státech Indiana a Ohio. Prchali tudy nejen otroci, ale také pronásledovaní Indiáni. Coffin byl neoficiálně označován za „prezidenta Podzemní dráhy“

### Paul Cuffeer
Kvaker černošského původu, syn afroamerických otroků, byl propuštěn kvakerským pánem ve státě Massachusetts. Když mu v jeho 13 letech zemřel otec, začal pracovat, aby pomohl matce uživit rodinu s dalšími třemi sourozenci. Vybudoval úspěšnou obchodní lodní společnost a zřídil první rasově smíšenou školu ve městě Westport v Massachutsetts. Věnoval zde mnoho peněz na stavbu domu pro kvakerská setkání. Jako štědrý a osvícený aktivista pomáhal rozvoji kolonie pro osvobozené otroky Freetown, později Sierra Leone.

#### Další osoby
- Elisabeth Abeggová (1882–1974), spravedlivá mezi národy
- William Allen (1770–1843) a Anthony Benezet (1713–1784), bojovníci proti otroctví
- Elisabeth Fryová, bojovnice za zlepšení poměrů ve věznicích
- Ralph Linton, americký antropolog
- Edward Burnett Tylor, anglický antropolog
- Thomas Young, britský fyzik, lékař a egyptolog
- Arthur Eddington, britský astrofyzik
- John Dalton (1766–1844), britský chemik a fyzik
- John Greenleaf Whittier (1807–1892), novoanglický básník a právník
- Richard Nixon (1913–1994), prezident Spojených států amerických
- James Dean (1931–1955), filmový herec